# Futbol'nyj Klub Volgar' Astrachan' 2014-2015
Questa voce raccoglie le informazioni riguardanti il Futbol'nyj Klub Volgar' Astrachan' nelle competizioni ufficiali della stagione 2014-2015.

## Stagione
Al ritorno in PFN Ligi la squadra raggiunse il settimo posto in campionato.

## Rosa
| N. |                    | Ruolo | Calciatore            |
| -- | ------------------ | ----- | --------------------- |
| 2  | Russia (bandiera)  | D     | Aslan Doguzov         |
| 3  | Russia (bandiera)  | D     | Aleksandr Žirov       |
| 5  | Russia (bandiera)  | D     | Dmitri Ivanov         |
| 7  | Russia (bandiera)  | C     | Aleksandr Krendelev   |
| 8  | Russia (bandiera)  | C     | Oleg Aleynik          |
| 9  | Russia (bandiera)  | A     | Ruslan Bolov          |
| 10 | Russia (bandiera)  | C     | Ruslan Gazzaev        |
| 11 | Russia (bandiera)  | A     | Sergey Verkashanskiy  |
| 13 | Russia (bandiera)  | D     | Sergey Terekhov       |
| 14 | Russia (bandiera)  | D     | Andrey Zenin          |
| 15 | Russia (bandiera)  | C     | Aleksey Kolomiychenko |
| 17 | Armenia (bandiera) | C     | Khoren Bayramyan      |
| 18 | Russia (bandiera)  | A     | Denis Kirilenko       |
| 20 | Russia (bandiera)  | A     | Dmitri Akhba          |

| N. |                     | Ruolo | Calciatore         |
| -- | ------------------- | ----- | ------------------ |
| 22 | Armenia (bandiera)  | P     | Stanislav Buchnev  |
| 23 | Russia (bandiera)   | D     | Sergey Zuykov      |
| 27 | Russia (bandiera)   | C     | Temuri Bukia       |
| 32 | Serbia (bandiera)   | C     | Branimir Petrovic  |
| 33 | Russia (bandiera)   | A     | Aleksandr Alkhazov |
| 51 | Russia (bandiera)   | D     | Aslan Tautiev      |
| 52 | Russia (bandiera)   | A     | Stanislav Murikhin |
| 61 | Russia (bandiera)   | P     | Innokentiy Kolesov |
| 71 | Russia (bandiera)   | D     | Aleksandr Denisov  |
| 77 | Russia (bandiera)   | D     | Elbrus Zuraev      |
| 87 | Lettonia (bandiera) | A     | Ivans Lukjanovs    |
| 88 | Moldavia (bandiera) | P     | Stefan Sicaci      |
| 99 | Russia (bandiera)   | C     | Mikhail Zhabkin    |

## Risultati

### Campionato
| Arbitro: | Aleksey Nikolaev |

|                                            |           |                                 |
| Aleksandr Alkhazov 19’ Ivans Lukjanovs 77’ | Marcatori | 28’, 30’ Vladimir Gogberashvili |

| Arbitro: | Igor Nizovtsev |

|                   |           |  |
| Roman Belyaev 77’ | Marcatori |  |

| Arbitro: | Mikhail Vilkov |

|                  |           |                        |
| Dmitri Akhba 86’ | Marcatori | 22’ Eldar Nizamutdinov |

| Arbitro: | Sergej Ivanov |

|                                         |           |  |
| Ilya Maksimov 48’ Amadou Moutari 90'+3’ | Marcatori |  |

| Arbitro: | Vladimir Seldyakov |

|                               |           |                    |
| Aleksandr Alkhazov 36’ (rig.) | Marcatori | 8’ Dmitri Zinovich |

| Arbitro: | Stanislav Vasiljev |

|  |           |                                           |
|  | Marcatori | 24’ Aleksandr Žirov 77’ Branimir Petrovic |

| Arbitro: | Ivan Saraev |

|                                               |           |                     |
| Aleksandr Alkhazov 4’ (rig.) Ruslan Bolov 46’ | Marcatori | 57’ Aleksandr Iljin |

| Arbitro: | Igor Fedotov |

|                                             |           |                    |
| Aleksandr Krendelev 15’ Sergey Terekhov 83’ | Marcatori | 76’ Marat Shogenov |

| Arbitro: | Vladimir Moskalev |

|                       |           |                                                    |
| Stanislav Matyash 14’ | Marcatori | 45'+1’ Dmitri Ivanov 75’ (rig.) Aleksandr Alkhazov |

| Astrachan' 13 settembre 2014, ore 17:00 10ª giornata | Volgar' Astrachan' | 0 – 0 referto | Enisej | Stadio Centrale (3.100 spett.)\| Arbitro: \| Evgeni Turbin \| |
| Arbitro:                                             | Evgeni Turbin      |               |        |                                                               |

| Arbitro: | Sergey Kostevich |

|                  |           |                             |
| Adis Jahovic 68’ | Marcatori | 90'+2’ Sergey Verkashanskiy |

| Arbitro: | Oleg Sokolov |

|                                               |           |                   |
| Aleksandr Alkhazov 26’ Aleksandr Alkhazov 53’ | Marcatori | 32’ Andrey Myazin |

| Arbitro: | Sergey Kulikov |

|                 |           |  |
| Guja Rukhaia 7’ | Marcatori |  |

| Arbitro: | Aleksey Sukhoy |

|                                                         |           |                                          |
| Aleksey Kolomiychenko 26’ Aleksandr Alkhazov 80’ (rig.) | Marcatori | 68’ Artem Samsonov 90'+2’ Ivan Stolbovoy |

| Arbitro: | Ivan Saraev |

|                   |           |  |
| Ivan Markelov 78’ | Marcatori |  |

| Arbitro: | Sergey Smirnov |

|                  |           |                                                                   |
| Andrey Zenin 88’ | Marcatori | 17’ Nikita Bazhenov 29’ (rig.) Valeri Sorokin 83’ Nikita Bazhenov |

| Arbitro: | Vladimir Seldyakov |

|                                       |           |                                                                                   |
| Andrey Murnin 55’ Nikolay Zaytsev 88’ | Marcatori | 23’ Ivans Lukjanovs 35’ Ivans Lukjanovs 37’ Branimir Petrovic 81’ Sergey Terekhov |

| Arbitro: | Sergey Karasev |

|                       |           |  |
| Temuri Bukia 46’, 76’ | Marcatori |  |

| Arbitro: | Evgeni Turbin |

|                     |           |                      |
| Igor Gorbatenko 26’ | Marcatori | 38’ Khoren Bayramyan |

| Arbitro: | Andrey Fisenko |

|  |           |                                                          |
|  | Marcatori | 10’ Yannick Boli 67’ Amadou Moutari 87’ Oleksandr Aliyev |

| Kaliningrad 22 novembre 2014, ore 13:00 21ª giornata | Baltika       | 0 – 0 referto | Volgar' Astrachan' | Stadio Baltika (1.500 spett.)\| Arbitro: \| Denis Shpilev \| |
| Arbitro:                                             | Denis Shpilev |               |                    |                                                              |

| Arbitro: | Timur Arslanbekov |

|                           |           |  |
| Aleksey Kolomiychenko 57’ | Marcatori |  |

| Arbitro: | Mikhail Belov |

|                                           |           |                                                 |
| Nikita Satalkin 38’ Aleksandr Gagloev 39’ | Marcatori | 7’ Sergey Verkashanskiy 21’ Aleksandr Krendelev |

| Arbitro: | Aleksey Sukhoy |

|                                                                |           |                                                 |
| Igor Koronov 29’ Igor Koronov 62’ (rig.) Marat Shogenov 90'+2’ | Marcatori | 16’ Aleksandr Krendelev 59’ (rig.) Ruslan Bolov |

| Arbitro: | Vladimir Moskalev |

|                                                                           |           |  |
| Aleksandr Krendelev 10’ Sergey Verkashanskiy 43’ Sergey Verkashanskiy 55’ | Marcatori |  |

| Arbitro: | Andrey Fisenko |

|                                            |           |                                                                    |
| Aleksandr Kharitonov 43’ Evgeni Kachan 69’ | Marcatori | 3’ Ivans Lukjanovs 49’ Aleksandr Alkhazov 85’ Sergey Verkashanskiy |

| Astrachan' 12 aprile 2015, ore 13:00 27ª giornata | Volgar' Astrachan' | 0 – 0 referto | Kryl'ja Sovetov Samara | Stadio Centrale (2.250 spett.)\| Arbitro: \| Aleksey Matyunin \| |
| Arbitro:                                          | Aleksey Matyunin   |               |                        |                                                                  |

| Arbitro: | Lasha Verulidze |

|                                     |           |                     |
| Roman Slavnov 54’ Andrey Myazin 68’ | Marcatori | 13’ Ivans Lukjanovs |

| Arbitro: | Yuri Aponasenko |

|                                                                              |           |  |
| Dmitri Ivanov 40’ Oleg Aleynik 51’ Sergey Verkashanskiy 67’ Andrey Zenin 88’ | Marcatori |  |

| Arbitro: | Denis Shpilev |

|                                       |           |                                                                          |
| Oleksandr Kasyan 8’ Sergey Kvasov 51’ | Marcatori | 45'+1’ Aleksey Kolomiychenko 46’ Khoren Bayramyan 73’ Aleksandr Alkhazov |

| Arbitro: | Aleksey Sukhoy |

|                   |           |                                |
| Dmitri Ivanov 82’ | Marcatori | 42’ (rig.) Aleksandr Degtyarev |

| Arbitro: | Aleksey Eskov |

|                                      |           |                                         |
| Nikita Bazhenov 75’ Anzor Sanaia 85’ | Marcatori | 32’ Aleksandr Alkhazov 48’ Temuri Bukia |

| Astrachan' 24 maggio 2015, ore 19:00 33ª giornata | Volgar' Astrachan' | 0 – 0 referto | Tosno | Stadio Centrale (1.200 spett.)\| Arbitro: \| Sergey Kulikov \| |
| Arbitro:                                          | Sergey Kulikov     |               |       |                                                                |

| Arbitro: | Timur Arslanbekov |

|  |           |                  |
|  | Marcatori | 24’ Oleg Aleynik |

### Coppa di Russia
| Arbitro: | Sergey Smirnov |

|  |           |                                            |
|  | Marcatori | 30’ Mikhail Zhabkin 65’ Aleksandr Alkhazov |

| Arbitro: | Artem Chistyakov |

|  |           |                     |
|  | Marcatori | 51’ Sergey Sukharev |